# Bérgyilkosok viadala
A Bérgyilkosok vidala (eredeti cím: The Tournament) egy 2009-es amerikai/angol film. A történet szerint 7 évente megtartják a Bérgyilkosok viadalát, melyen a világ legjobb bérgyilkosai vesznek részt. Joshua Harlow, az előző viadal győztese visszatér, hogy bosszút álljon azon, aki megölte a feleségét, és szintén bérgyilkos. De mi történik mikor a helybéli pap MacAvoy atya belekeveredik az egészbe, és neki is részt kell venni a viadalban, aminek csak egy győztese lehet.

## Szereplők
| Szerep              | Színész          | Magyar hang      |
| ------------------- | ---------------- | ---------------- |
| Joseph MacAvoy atya | Robert Carlyle   | Epres Attila     |
| Lai Lai Zhen        | Kelly Hu         | Pikali Gerda     |
| Joshua Harlow       | Ving Rhames      | Vass Gábor       |
| Powers              | Liam Cunningham  | Csankó Zoltán    |
| Miles Slade         | Ian Somerhalder  | Seszták Szabolcs |
| Anton Bogart        | Sebastien Foucan | Papucsek Vilmos  |
| Steve Tomko         | Craig Conway     | Potocsny Andor   |
| Gene Walker         | John Lynch       | Fehér Péter      |
| Eddy Cusack         | Nick Rowntree    | Lénárt László    |
| Lina Sofia          | Rachel Grant     | Vámos Mónika     |
| Asa Sadi            | Bashar Rahal     |                  |
| Eddie, technikus    | Andy Nyman       | Holl Nándor      |
| Rob, technikus      | Iddo Goldberg    | Király Adrián    |
| Yuri Petrov         | Scott Adkins     | Kapácsy Miklós   |